# Liljeborgs räka
Liljeborgs räka (Spirontocaris lilljeborgii) är en kräftdjursart som först beskrevs av Daniel Cornelius Danielssen 1859.  I den svenska databasen Dyntaxa används istället namnet Spirontocaris lilljeborgi. Liljeborgs räka ingår i släktet Spirontocaris och familjen Hippolytidae. Arten är reproducerande i Sverige. Inga underarter finns listade i Catalogue of Life.